# Czarnowęsy
Czarnowęsy (niem. Zarnefanz) – wieś sołecka w Polsce położona w województwie zachodniopomorskim, w powiecie białogardzkim, w gminie Białogard, W latach 1975–1998 wieś należała do województwa koszalińskiego. W roku 2007 wieś liczyła 325 mieszkańców.
Osada wchodząca w skład sołectwa: Tarpnowo jedna z najmniejszych w gminie.

## Geografia
Wieś leży ok. 12 km na południe od Białogardu pomiędzy Stanominem i miejscowością Byszyno, nad rzeką Mogilicą, przy linii kolejowej nr 202 Gdańsk – Stargard, z przystankiem Czarnowęsy Pomorskie. Teren w najbliższym sąsiedztwie jest lekko pofałdowany, w parku, za pałacem znajduje się pagórek kemowy Góra Płaskosz (83 m n.p.m.).

## Toponimika nazwy
Nazwa wsi wskazuje na pochodzenie z łużyckiego i oznacza "czarny wąż". Jest to również związane z faktem, że przed wiekami na zachodnim brzegu Mogilicy znajdowało się bagno zarośnięte olchami, które ciągnęło się kilometrami jak wąż.

## Historia
Czarnowęsy są źródłowo poświadczonym lennem rodu Hechthausen. W XVIII wieku majątek znajdował się we władaniu rodziny von Münchow. Następni właściciele to von Uckermannowie, a od 1817 r. rodzina von Lühe, którzy przebywali w Czarnowęsach do 1910 roku. W 1870 r. przy Mogilicy wybudowano młyn z magazynem. W 1929 r. majątek był współwłasnością rodzin von Mulle i von Rhoeden. W roku 1939 miejscowość liczyła 265 mieszkańców.

## Zabytki i ciekawe miejsca
- duży park pałacowy o powierzchni 23,38 ha położony nad rzeką Mogilicą, na jej południowym brzegu, znajduje się w miejscowości. W parku o wyraźnym romantycznym charakterze rośnie wiele starych i o potężnych rozmiarach drzew. Dominują w nim buki i dęby szypułkowe. Rosną tam również drzewiaste cisy i buk odmiany czerwonolistnej (przy pałacu), w głębi jodła pospolita i daglezja zielona. W runie występują gatunki typowe dla ubogiej buczyny i nadbrzeżnych olsów w tym, przytulia wonna, paprotka zwyczajna oraz bluszcz. W parku znajduje się również cmentarz – grobowiec rodzinny przedwojennych właścicieli wsi.
- kamień o obwodzie około 400-500 cm, w którym wykuto kamienną ławkę z oparciem, tzw. „ławkę diabła", znajduje się przy szczycie doliny Mogilicy. Na oparciu widoczne jest wgłębienie przypominające ludzką dłoń. Miejscowa legenda głosi, że jest to odcisk dłoni diabła, a ławka to był jego tron. Kiedyś za ławką były grobowce, na których były odciski kopyta i laski diabła. Kilka osób widziało nawet diabła jak w kapeluszu i z laską szedł w kierunku Nawina. Diabłem był szlachcic opętany przez diabelskie moce, ostatni właściciel pałacu w Czarnowęsach.
- w Czarnowęsach istnieją dwa cmentarze założone w XIX wieku:
  - rodowy, ewangelicki na skarpie nad rzeką Mogilicą o pow. 0,16 ha, w runie z bluszczem, marzanką a w otoczeniu park ze starodrzewiem.
  - nieczynny o pow. 0,40 ha, w południowo-zachodniej części wsi przy drodze do Gruszewa z wysoką zielenią, z zachowanym układem przestrzennym – aleja 22 lip o obw. 175 – 278 cm (pomnik przyrody), w runie rośnie bluszcz, śnieżyczka przebiśnieg.

## Gospodarka
W miejscowości działa mechaniczno-biologiczna oczyszczalnia ścieków (rów cyrkulacyjny) wybudowana w 1990 r. Odbiornikiem ścieków oczyszczonych jest rzeka Mogilica.
Funkcjonuje tutaj również kotłownia osiedlowa, wolnostojąca na paliwo stałe. Oba zakłady zarządzane są przez Spółdzielnię Mieszkaniową "Tęcza".
Na Mogilicy działa hodowla pstrąga.

## Przyroda
We wsi i okolicy można spotkać następujące aleje:
- pomnik przyrody – 22 lipy o obw. 175 – 278 cm wys. 25 – 35 m na nieczynnym cmentarzu przy drodze do Gruszewa
- po obu stronach drogi Czarnowęsy-Byszyno na długości 2950 m – jesion wyniosły, klon zwyczajny i lipa drobnolistna o obw. 184 – 250 cm
- po obu stronach śródpolnej drogi Rzyszczewo – Czarnowęsy o długości 2100 m – lipa drobnolistna, buk zwyczajny, grab zwyczajny i klon zwyczajny o obw. 199 – 331 cm
- z Nawina do stacji kolejowej o długości 1750 m – dąb czerwony, lipa drobnolistna, klon zwyczajny o obw. 215 – 348 cm
- z wioski do mostu na Mogilicy o długości 1100 m – lipa drobnolistna, jesion wyniosły oraz klon zwyczajny
- do Czarnowęsów fermy o długości 1000 m – lipa drobnolistna i kasztanowiec zwyczajny o obw. 187 – 337 cm

Na polach i łąkach w okolicy spotkać można żurawie. Ok. 1 km na północny wschód od wsi znajduje się torfowisko wysokie uznawane za użytek ekologiczny.
Na rzece Mogilicy znajduje się most kamienny łukowy oraz jaz młyński przy młynie, który jest nieużywany i zniszczony.

## Turystyka
Przez wieś prowadzi lokalny, nieoznaczony turystyczny szlak motorowy: Szlakiem parków, dworów i pałaców.

## Kultura i sport
We wsi znajduje się boisko sportowe, świetlica wiejska.
Działa tutaj również najstarszy w gminie Ludowy Zespół Sportowy założony w 1966 roku "Tęcza" Czarnowęsy, należący do Gminnego Zrzeszenia LZS.

## Komunikacja
Przez Czarnowęsy przebiega linia kolejowa nr 202. Jest tutaj stacja kolejowa oraz przystanek komunikacji autobusowej.